# Балаклійський ремонтний завод

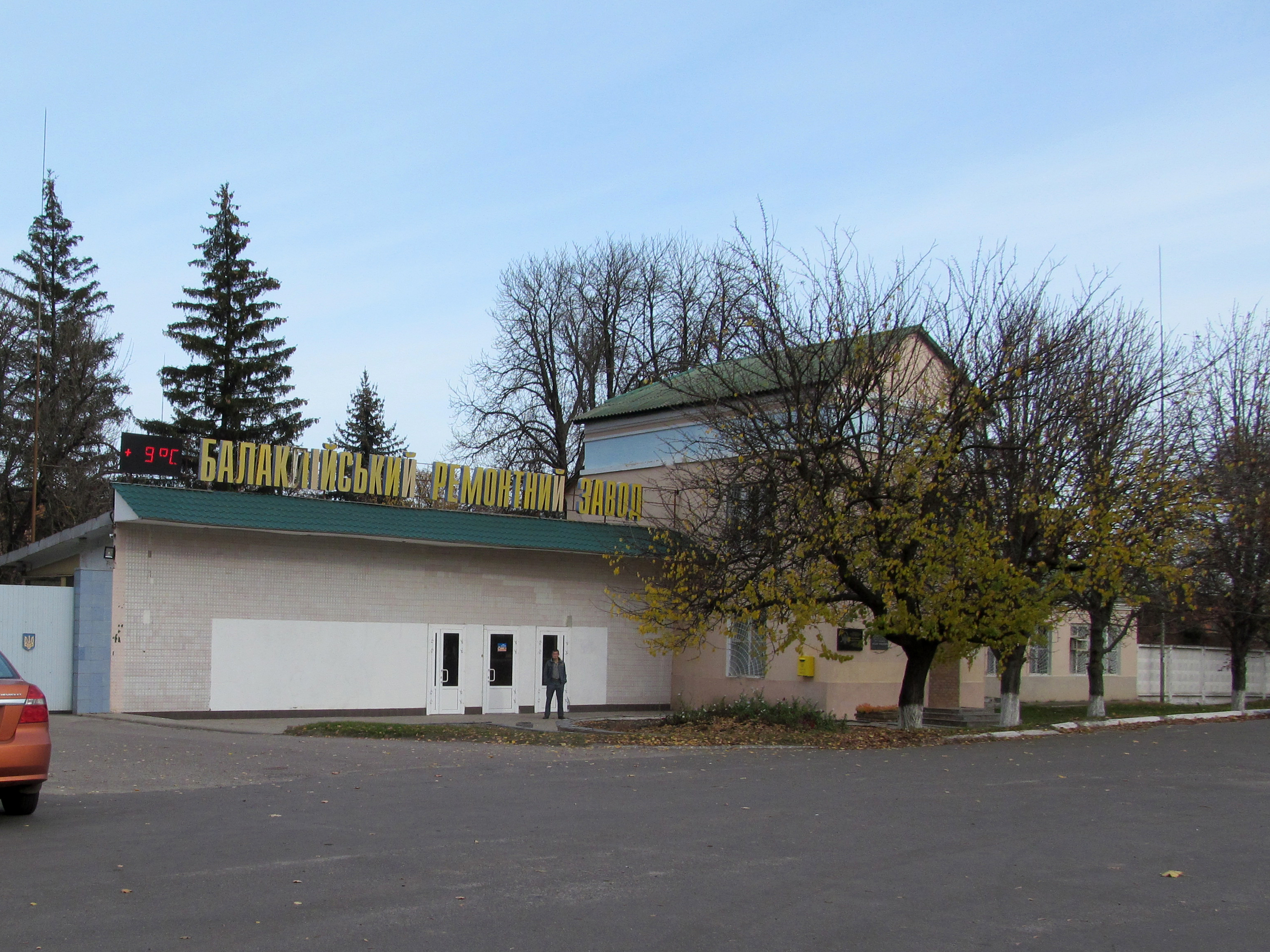
Балаклійський ремонтний завод

Балаклійський ремонтний завод — державне підприємство оборонно-промислового комплексу України, яке виконує капітальний ремонт й технічне обслуговування ракетно-артилерійських систем, автомобільної й спеціальної техніки для потреб Міністерства оборони України. Входить до державного концерну «Укроборонпром». Сьогодні, виробничий цикл підприємства дозволяє виконувати основні види ремонтних та регламентні робіт озброєння та техніки військ Протиповітряної оборони, а також проводити обслуговування стрілецького зброї.

## Історія
Підприємство створене в 1932 році, як артилерійська майстерня 1-го розряду наркомату оборони СРСР і в подальшому перетворена в 1-й арсенал ГРАУ.
Після відновлення незалежності України, Балаклійська ремонтна база була перепідпорядкована міністерству оборони України.
В квітні 2003 року завод отримав право продажу на внутрішньому ринку країни надлишкового військового майна збройних сил України, призначеного до утилізації.
26 липня 2006 року Кабінет міністрів України перетворив завод в державне комерційне підприємство.
29 березня 2007 року директор заводу В. Стрельченко став лауреатом регіонального конкурсу "Харківчанин року"
Станом на початок 2008 року, підприємство мало можливість:
- виконувати капітальний ремонт:
  - зенітних ракетних комплексів "Оса" (9А33, 9В210, 9В242, 9В914, 9Т217, 9Ф632), 2К12 "Куб" (1С91, 2В7, 2В8, 2П25, 2Т7), "Круг" (вироби типу 3М8), 9К37 "Бук", 9К330 "Тор",
  - зенітного ракетно-артилерійського комплексу 2К22 "Тунгуска" (1Р10, 2С6, 9Т210),
  - зенітного артилерійського комплексу ЗСУ-23-4 "Шилка" (2А6, 2Ф53, КРАС-1РШ),
  - переносних зенітних ракетних комплексів "Ігла" (вироби типу 9М39, 9М313), "Стріла" (вироби типу 9М31, 9М32, 9М36, 9М37),
  - зенітних артилерійських систем ЗУ-23 й ЗПУ-4,
  - протитанкових керованих виробів 9М111 й 9М113,
  - агрегатів наземного оснащення комплексів 9К72 (9П117, 9Т31, 9Т3М) й 9К79 (9Т218)[1]
- проводити технічне обслуговування № 2 з елементами капітального ремонту базових шасі ГМ-352, ГМ-355, БТР-60ПБ, БАЗ.5937, БАЗ.5939, Урал-375 й ЗІЛ-131[1]
- виконувати ремонт
  - комплектуючих блоків й вузлів виробів типу 3М8, 3М9,
  - рухомих пунктів управління зенітних батарей ПУ-12 й ПУ-12М,
  - пускових установок ракет типу "Скад" й транспортно-заряджаючих машин ракетного комплексу "Точка"[1]
- здійснювати утилізацію боєприпасів (в тому числі, 100-мм, 122-мм, 125-мм, 152-мм пострілів)[1]
- надавати послуги військово-технічного призначення:
  - монтаж й налаштування технологічних потоків регламенту й ремонту виробів;
  - командирувати ремонтні бригади, радників й консультантів;
  - здійснювати навчання військовослужбовців й технічних спеціалістів[1]

В період з 5 до 13 серпня 2008 року група робітників заводу знаходилася в службовому відрядженні до Грузії, виконувала технічне обслуговування зенітних ракетних комплексів "Бук М1", поставлених з України для збройних сил Грузії.
Єкономічна криза, яка розпочалась в 2008 році ускладнила положення заводу, в грудні 2008 - січні 2009 року частина робітників заводу була скорочена.
В подальшому, підприємством було освоєно виробництво масогабаритних макетів зі стрілецької зброї, ремонт пневматичної зброї й виробництво вибухових речовин.
Після створення в грудні 2010 року державного концерну «Укроборонпром», підприємство було включене до його складу.
Після початку бойових дій на сході України навесні 2014 року завод було залучено до виконання оборонного замовлення: 8 вересня 2014 року міністерство оборони України виділило заводу 3,7 млн. гривень на комплексний ремонт бойових машин 9А33БМ3 до комплексів «ОСА-АКМ» для в/ч А1964 (смт. Гвардійське, Дніпропетровська обл.), в березні 2015 року заводу виділили ще 24,58 млн. гривень на виконання ремонту зенітних самохідних установок ЗСУ-23-4 "Шилка".
Крім того, в грудні 2014 року зведений загін військовослужбовців з числа робітників заводу був направлений в Луганську область.
Наприкінці лютого 2022 року завод був сильно пошкоджений через обстріли окупаційних військ ЗС РФ.

## Виробнича діяльність

### Здійснення капітального ремонту
- зенітно-ракетні комплекси 9К33 “Оса” (9А33, 9В210, 9В242, 9Ф632, 9Т217, 9В914);
- зенітно-ракетні комплекси 2К12 “Куб” (1С91, 2П25, 2В7, 2В8, 2Т7);
- зенітно-ракетні комплекси 9К37 “Бук”;
- зенітно-ракетні комплекси 9К330 “Тор”;
- зенітно-артилерійські комплекси ЗСУ-23-4 “Шилка” (2А6, КРАС-1РШ, 2Ф53);
- зенітно-артилерійські комплекси 2К22 “Тунгуска” (2С6, 1Р10, 9Т210);
- зенітно-артилерійські системи ЗУ-23 та ЗПУ-4;
- агрегати наземного обладнання комплексів 9К72 (9П117, 9Т31, 2Т3М) та 9К79 (9Т218);
- технічне обслуговування №2 з елементами капітального ремонту базових шасі, а саме: ГМ-352, ГМ-355, БТР-60ПБ, БАЗ.5937, БАЗ.5939, Урал-375, ЗІЛ – 131.

### Виконання ремонтних робіт
- пересувні пункти управління зенітної батареї ПУ-12 (ПУ-12М);
- пускові установки ракет типу “Скад”;
- транспортно-заряжаючі машини ракетного комплексу “Точка”.

### Випуск цивільної продукції
- гідравлічні насоси та мотори серій П-Д, П-М, Г15-2 (№№ 5-ПД, 2,5-ПД, 0,5-ПД);
- гідроприводи качання антени радіовисотовимірювачів ПРВ-13 (1РЛ130);
- інструмент слюсарний та для вимірювання;
- штампи, електроди, цвяхи, столярні вироби;
- пресформи для гумотехнічних виробів.
- Можливості надання послуг військово-технічного призначення:
- ремонт ракетно - артилерійського озброєння;
- навчання спеціалістів;
- відрядження експертів та радників;
- відрядження бригад по ремонту (технічному обслуговуванню).

## Адреса підприємства
- Адрес: 64200, Харківська область, Балаклійський район, м. Балаклія, вул. Стадіонна, 1